# Oblivion Song
Oblivion Song – amerykańska seria komiksowa stworzona przez scenarzystę Roberta Kirkmana i rysownika Lorenza de Felici, ukazująca się w formie miesięcznika od marca 2018 do marca 2022 nakładem wydawnictwa Image Comics. Po polsku opublikowało ją wydawnictwo Non Stop Comics w formie tomów zbiorczych. 

## Fabuła
Utrzymana w konwencji science-fiction seria rozgrywa się po tragedii, jaką było przeniesienie się centrum Filadelfii do innego wymiaru i śmierć 20 000 mieszkańców. W miejscu centrum pojawił się fragment obcego świata, zaludniony przez gigantyczne drapieżniki atakujące ludzi. Nowa dzielnica otrzymała nazwę Oblivion (ang. "Zapomnienie"). Mimo traumy filadelfijczycy starają się przystosować do nowego życia. Tylko nieliczni, jak Nathan Cole, starają się odkryć przyczynę pojawienia się Oblivion.

## Tomy zbiorcze
| Tom | Tytuł i rok wydania polskiego        | Tytuł i rok wydania oryginalnego | Zawartość            |
| --- | ------------------------------------ | -------------------------------- | -------------------- |
| 1   | Oblivion Song. Pieśń otchłani (2018) | Oblivion Song, Volume 1 (2018)   | Oblivion Song #1–6   |
| 2   | Oblivion Song – tom drugi (2019)     | Oblivion Song, Volume 2 (2019)   | Oblivion Song #7–12  |
| 3   | Oblivion Song – tom trzeci (2020)    | Oblivion Song, Volume 3 (2019)   | Oblivion Song #13–18 |
| 4   | Oblivion Song – tom czwarty (2024)   | Oblivion Song, Volume 4 (2020)   | Oblivion Song #19–24 |
| 5   | Oblivion Song – tom piąty (2024)     | Oblivion Song, Volume 5 (2021)   | Oblivion Song #25–30 |
| 6   | Oblivion Song – tom szósty (2024)    | Oblivion Song, Volume 6 (2022)   | Oblivion Song #31–36 |

## Ekranizacja
Na podstawie Oblivion Song przygotowywana jest kinowa ekranizacja adaptowana przez studio Universal Pictures.